# Kévin Vauquelin
Kévin Vauquelin (Bayeux, 26 de abril de 2001) es un ciclista profesional francés que compite con el equipo Arkéa-B&B Hotels.

## Trayectoria
Tras haber competido como stagiaire con el Arkéa Samsic durante 2020, en enero de 2021 se hizo oficial su salto al profesionalismo con este mismo equipo en 2022. En su primera temporada consiguió varios puestos de honor, destacando las segundas posiciones en el Tour Poitou-Charentes en Nueva Aquitania y el Tour de Luxemburgo, y terminó el año renovando su contrato hasta 2025. Sus primeras victorias llegaron en 2023 en el Tour de los Alpes Marítimos y de Var, carrera en la que logró vencer en la primera etapa y mantuvo el liderato para llevarse también la clasificación general. Ese mismo año compitió en la Vuelta a España que no pudo completar por enfermedad.
En 2024 acudió al Tour de Francia y en la segunda etapa consiguió la victoria, la primera que lograba el Arkéa-B&B Hotels en la ronda gala tras diez participaciones.

## Palmarés
2023
- Tour de los Alpes Marítimos y de Var, más 1 etapa
- Tour de Jura

2024
- 1 etapa de la Estrella de Bessèges
- 2.º en el Campeonato de Francia Contrarreloj
- 1 etapa del Tour de Francia

2025
- Estrella de Bessèges, más 2 etapas
- Tour de la Región de los Países del Loira, más 1 etapa
- 2.º en el Campeonato de Francia Contrarreloj
- 3.º en el Campeonato de Francia en Ruta

## Resultados en Grandes Vueltas
| Carrera | Carrera         | 2022 | 2023 | 2024 | 2025 |
| ------- | --------------- | ---- | ---- | ---- | ---- |
|         | Giro de Italia  | —    | —    | —    | —    |
|         | Tour de Francia | —    | —    | 91.º | 7.º  |
|         | Vuelta a España | —    | Ab.  | —    | —    |

―: no participa
Ab.: abandono

## Equipos
- Arkéa Samsic (stagiaire) (2020)[1]
- Arkéa Samsic (stagiaire) (2021)[1]
- Arkéa (2022-)
  - Arkéa Samsic (2022-2023)
  - Arkéa-B&B Hotels (2024-)